# Salla
Salla (Kuolajärvi até 1936) é um município da Finlândia, localizado na Lapônia. O município tem uma população de 3.705 habitantes (31 de março de 2016) e abrange uma área de 5.730.06 quilômetros quadrados, dos quais 142,73 km² é água. A densidade populacional é de 0,65 habitantes por quilômetro quadrado. Os municípios vizinhos são Kemijärvi, Kuusamo, Pelkosenniemi, Posio e Savukoski. O assentamento próximo de Sallatunturi é o lar da estância de esqui de Salla.

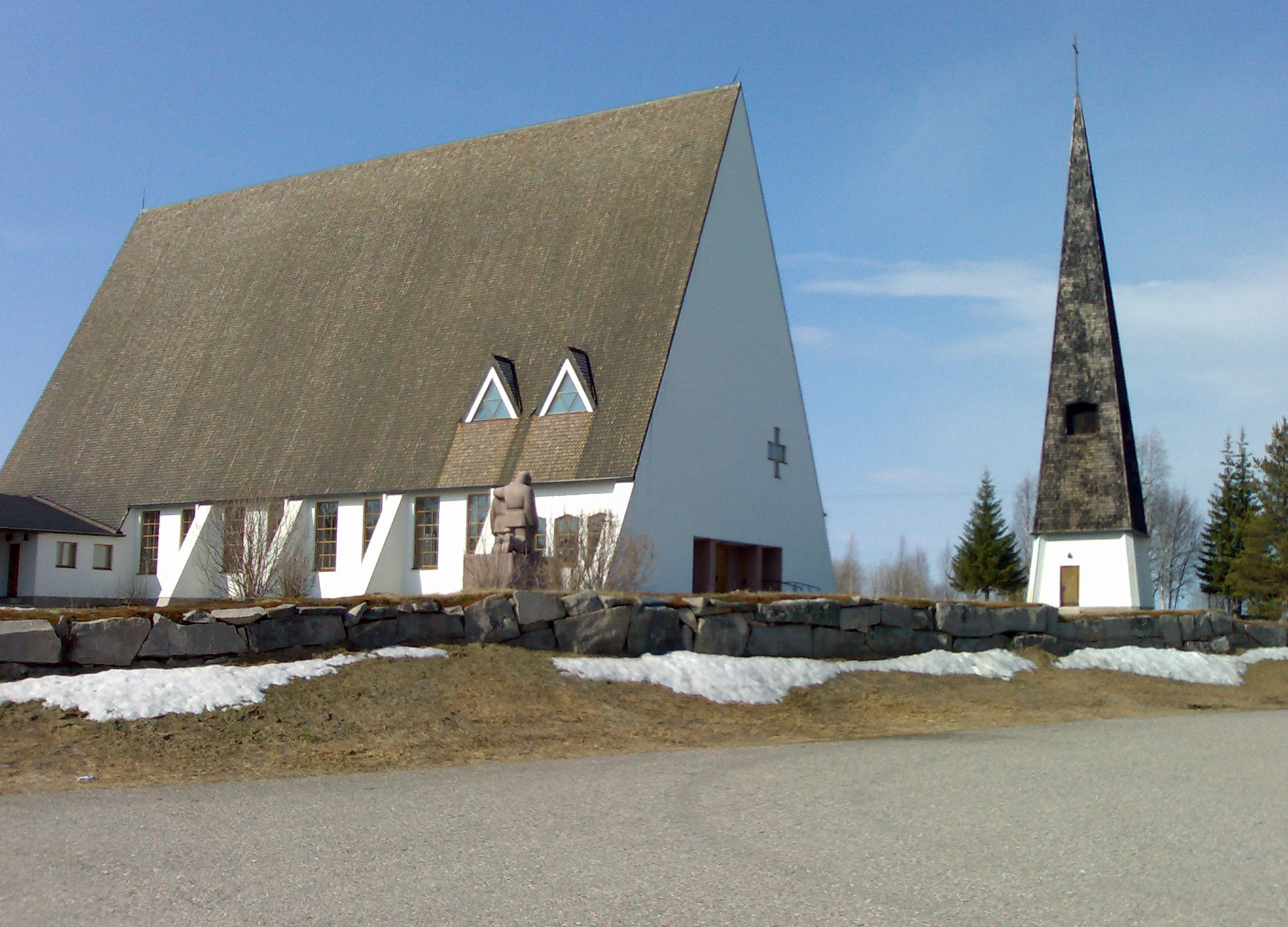
Igreja de Salla.